# Marcel Golay (mathématicien)
Pour les articles homonymes, voir Marcel Golay (astronome) et Golay.
Marcel Jules Édouard Golay (1902—1989) est un mathématicien, physicien et théoricien de l'information, connu pour ses applications des mathématiques aux problèmes militaires et industriels, notamment pour les codes de Golay. Il a aussi inventé une cellule infrarouge (la « cellule de Golay ») et décrit la généralisation non binaire des codes Hamming. Il est coauteur avec Abraham Savitzky (en) d'une méthode de filtrage qui porte leurs noms.

## Carrière
Marcel Golay est né à Neuchâtel (en Suisse) et étudie le génie électrique à l'École polytechnique fédérale de Zurich. Il rejoint les Laboratoires Bell à New York en 1924, en y consacrant quatre ans puis obtient un doctorat en physique de l'Université de Chicago en 1931.
Golay rejoint ensuite le Corps des signaleurs de l'Armée américaine, finissant par en devenir scientifique en chef. Il est principalement basé à Fort Monmouth, dans le New Jersey. Il y développe des systèmes de radar et invente la cellule de Golay qui a permis de repérer à distance les émissions infrarouges des aéronefs.
Entre 1955 et 1963, Marcel Golay est consultant pour Philco Corporation de Philadelphie et la Société PerkinElmer de Norwalk, dans le Connecticut. En 1963, il rejoint la société PerkinElmer à temps plein en tant que chercheur principal et il y travaille sur de nombreux problèmes, notamment la chromatographie en phase gazeuse et la spectroscopie optique, jusqu'à sa retraite. Il reste actif jusqu’à son décès à l'âge de 86 ans à La Conversion (Suisse)

## Réalisations
- Co-auteur avec Abraham Savitzky de l'algorithme de Savitzky-Golay ;
- Développement des codes de Golay ;
- Généralisation aux codes de Hamming non binaires ;
- Inventeur de la cellule de Golay, un type de détecteur infrarouge ;
- Il a introduit des séquences complémentaires, des paires de séquences binaires dont les fonctions d'auto-corrélation s'ajoutent à zéro pour tous les changements de temps non nul. Aujourd'hui, ils sont utilisés dans diverses normes WiFi et 3G ;
- Il a introduit la théorie de la dispersion dans des colonnes tubulaires ouvertes (colonnes capillaires) et a démontré leur efficacité au Second symposium international sur la chromatographie gazière à Amsterdam en 1958[3].